# Ca l'Hortolà (Guissona)
Ca l'Hortolà és un edifici de Guissona (Segarra) inclòs a l'Inventari del Patrimoni Arquitectònic de Catalunya.

## Descripció
Edifici modernista de quatre plantes amb una decoració de façana molt original, ja que alterna franges de pedra arrebossada i franges amb decoració floral.
S'accedeix a l'edifici per mitjà d'una gran portalada de fusta fruit d'una intervenció molt recent. A la primera planta hi ha un balcó de forja amb una porta balconera rectangular, que es repeteix amb dimensions més reduïdes al segon pis.
A la planta següent trobem dues obertures hexagonals allargades que il·luminen la golfa, i un parament amb decoració incisa de motius florals. Una cornisa amb decoració de daus corona l'edifici.